# Brouvelieures
Brouvelieures település Franciaországban, Vosges megyében. Lakosainak száma 411 fő (2022. január 1.). Brouvelieures Mortagne, Vervezelle, Bruyères, Domfaing, Fremifontaine, Grandvillers és Bois-de-Champ községekkel határos.

## Népesség
A település népességének változása:
| Lakosok száma | 470  | 440  | 449  | 446  | 440  | 433  | 427  | 421  | 411  |
|               | 2013 | 2015 | 2016 | 2017 | 2018 | 2019 | 2020 | 2021 | 2022 |